# Zoo de Lourosa
El Zoo de Lourosa o Parque Ornitológico Municipal es un zoo exclusivamente dedicado a aves, localizado en Lourosa, Santa Maria da Feira (Portugal). 
Abrió sus puertas, oficialmente, en octubre de 1990. En 2000 el Ayuntamiento de Santa Maria da Feira adquirió el zoológico y, desde 2001 es gestionado por la empresa municipal Feira Viva- Cultura e Desporto, EEM. El parque reúne una importante cantidad de aves de todo el mundo.